# 消费者 (生物)

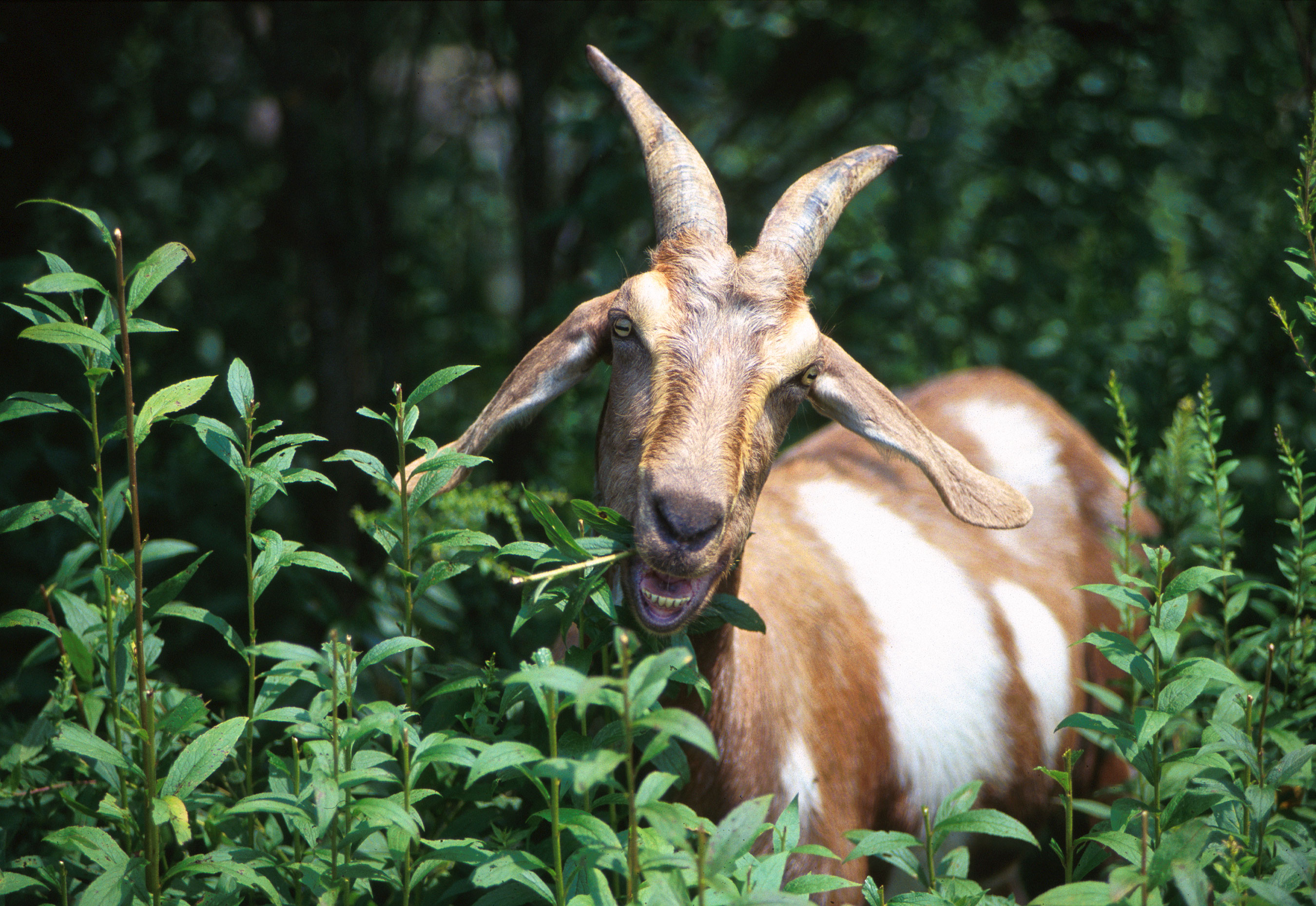
山羊（初級消費者）在吃葉子

消费者（英語：consumer）是指在食物鏈上以进食其他生物的躯体组织獲得营养和能量的异养生物。消费者广义上通常包括所有动物（包括食植动物/食藻动物、食肉动物、杂食动物、食真菌动物、食腐动物、食碎屑动物等）以及少数一些植物（食虫植物和寄生植物）和高等真菌，但狭义上并不包括寄生物和分解者。
消费者可以直接或间接的消化食物链底层的生產者（能够光合作用的植物和藻类，以及可以化能合成的化能生物）制造的有机物来获得代谢所需的底物以維持自身生命。这个过程可能是消费者直接将生产者作为食物吃掉，或者是捕食已经消化了生产者的其它消费者。在整個過程中，不但在生產者內的生物质會被轉移，有關的生物能亦一併轉至消費者——但不會全部轉移，每一环节都会有大量能量以热能和机械能的形式丧失。

## 食物链等级
- 初级消费者（一级）——食植动物、食藻动物/滤食性动物、杂食动物（食植时）、浮游动物、食真菌动物（仅限于食地衣）、寄生植物、绝大部分高等真菌
- 次级消费者（二级）——小型食肉动物（包括食虫动物）、杂食动物（食肉时）、食真菌动物（地衣除外）、食肉植物
- 高级消费者（三级以上）——中大型食肉动物（包括顶级掠食者）和大型杂食动物

分解者和寄生物也是消费者，但是并无法具体定位其在食物链上的位置。食谱中植物成分含量较高的食碎屑动物可以勉强算是初级消费者，但食腐动物的食源却可能来自于食物链任何位置的动物残骸。寄生物也同理。